# 108.º Congresso dos Estados Unidos
O 108º Congresso dos Estados Unidos é composto da Câmara dos Representantes e do Senado. Tanto os senadores quanto os representante são todos eleitos por votação direta, com última eleição realizada em 2002, o 108º Congresso teve duração entre 3 de janeiro de 2003 a 3 de janeiro de 2005.
Durante 2003 a 2005, o Partido Republicano obteve maioria na câmara dos representantes e no senado, no senado 55 dos 100 senadores eram republicanos, e na câmara dos 435 representantes, 229 eram republicanos.

## Eventos
- 20 de março de 2003: inicia a invasão no Iraque
- 14 de abril de 2003: o Projeto do Genoma Humano foi concluído
- 17 de maio 2004: em Massachusetts o Casamento entre pessoas do mesmo sexo é legalizado
- 2 de novembro de 2004: Bush é reeleito presidente derrotando o democrata John Kerry.

## Distribuição

### Senado

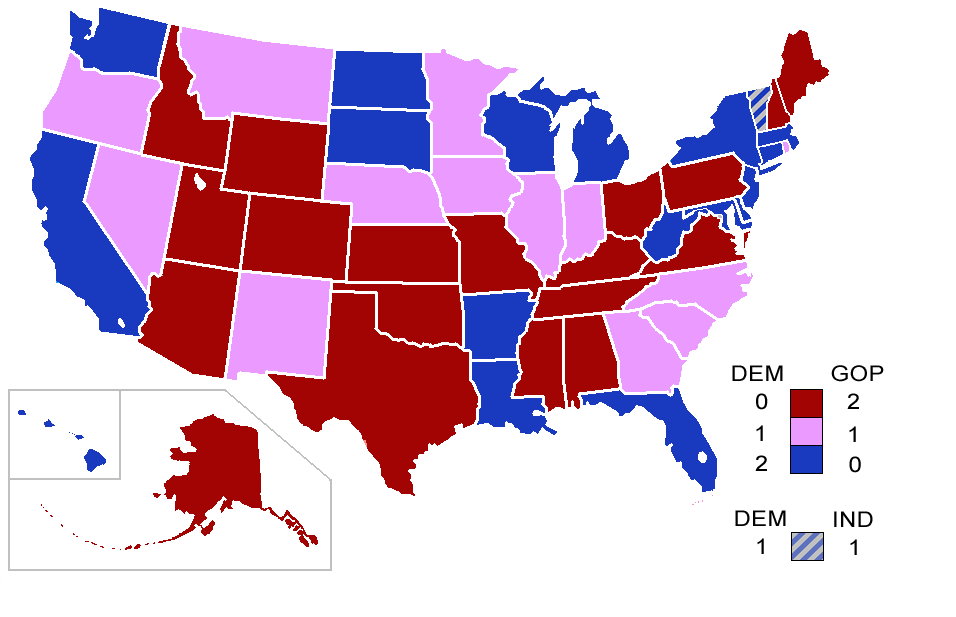

Durante o Congresso 108º a maioria foi democrata, durante 2009 a 2011, durante o 108º Congresso nenhum senador renúnciou ao cargo.
| Partido | Partido             | Senadores | Notas                          |
| ------- | ------------------- | --------- | ------------------------------ |
|         | Partido Republicano | 55        |                                |
|         | Partido Democrata   | 44        |                                |
|         | Independente        | 1         | Senador independente democrata |
| Total   | Total               | 100       |                                |

### Câmara

Durante todo o Congresso 108º o partido republicano teve maioria, controlando o senado e a câmara dos representantes.
| Partido | Partido             | Membros | %     | Representantes sem direito a voto | Notas                                |
| ------- | ------------------- | ------- | ----- | --------------------------------- | ------------------------------------ |
|         | Partido Republicano | 229     | 52 %  |                                   |                                      |
|         | Partido Democrata   | 205     | 47 %  |                                   |                                      |
|         | Independente        | 1       | 0.2 % | -                                 | Representante independente democrata |
|         | Lugares vagos       | 0       | 0 %   | -                                 |                                      |
| Total   | Total               | 435     |       | 5                                 |                                      |

## Senado

### Composição
- Partido Republicano: 51
- Partido Democrata: 48
- Independente: 1

### Liderança
- Presidente: Dick Cheney (R - Wyoming)
- Presidente Pro Tempore: Ted Stevens (R - Alasca)

### Líder da Maioria
- Líder: Bill Frist (R - Tennessee)
- Assistente: Mitch McConnell (R - Kentucky)

### Líder da Minoria
- Líder: Tom Daschle (D - Dakota do Sul)
- Assistente: Harry Reid (D - Nevada)